# Christoph Tomanek
Christoph Tomanek (* 9. Juni 1969 in Hannover) ist ein deutscher Schauspieler. Er arbeitet fürs Theater, Film und Fernsehen und lebt in Hamburg.

## Leben
Christoph Tomanek wuchs in Hannover auf. Schon während seiner Schulzeit begeisterte er sich für Theater und Schauspielerei und spielte in der 12. Klasse den Mephisto aus Goethes Faust. Von 1992 bis 1996 besuchte Christoph Tomanek die Hochschule für Schauspielkunst „Ernst Busch“ Berlin. Sein Studium schloss er mit der Theaterproduktion Die Unbekannte/eine gewisse Anzahl von Gesprächen (Regie: Thomas Ostermeier/Christian von Treskov) ab. Sein erstes Theaterengagement führte ihn 1996 an das Maxim-Gorki-Theater Berlin und das Bremer Theater. Am Maxim Gorki Theater spielte er den Fernando aus Stella oder der letzte Tag der Miss Sara Sampson (Regie: Kühnel/Schuster). Am Bremer Theater spielte Christoph Tomanek unter anderem den „George“ aus Clockwork Orange (Regie: Christina Friedrich), „Bishop Hogan“ aus Fette Männer im Rock (Regie: Robert Eichhorn), „Jason“ aus Medeamatrial (Regie: Thomas Bischof).
1998 wechselte er an das damals von Jürgen Flimm geleitete Thalia Theater Hamburg. Dort spielte er u. a. „Mechanical Man“ in Poetry (Regie Robert Wilson/Lou Reed) und „Engholm“ aus Der arme Vetter. Gastspiele führten ihn mit Poetry an das Pariser Odeon Theater, BAM in New York und nach Amsterdam. Während der Intendanz von Ulrich Khuon am Thalia Theater spielte Christoph Tomanek als Gast in den Produktionen Cyrano, Vier Millionen Türen, Letztes Territorium u. a.
Er begann 2002 seine Zusammenarbeit mit Thorsten Lensing mit den Produktionen King Lear und Onkel Wanja mit Aufführungen auf Kampnagel Hamburg, Sophiensaele Berlin, Schauspiel Frankfurt, Theatre Luxembourg u. a.
Christoph Tomanek spielte als Gast-Schauspieler am Residenztheater München und am Hamburger Schauspielhaus (Die Arabische Nacht, Regie: Ute Rauwald).
Seit 2012 spielt er auch an den Hamburger Kammerspielen (Der Ghetto Swinger; Regie: Gil Mehmert und 2016 Diven; Regie: Konstantin Moreth) und seit 2014 am St. Pauli Theater Hamburg (Ihre Version des Spiels; Regie: U. Waller)
Seit 2011 ist Christoph Tomanek in verschiedenen Produktionen des Ernst Deutsch Theaters Hamburg zu sehen:
- 2011: Die Physiker – Möbius; Regie: Wolf Dietrich Sprenger
- 2014: Sonny Boys – Der Neffe; Regie: Gerd Heinz
- 2017: Foto 51 – Maurice Wilkins; Regie: H. Uhlemann (Deutsche Erstaufführung)
- 2017: 1984 – Parsons; Regie: Elias Perrig
- 2018: Der gute Mensch von Sezuan – Wang; Regie: Wolf-Dietrich Sprenger
- 2019: Sophie – Edward; Regie: A. Uitdehaag
- 2020: Dinge, die ich sicher weiß; Regie: A. Müther
- 2023: Am Ende Licht; Regie: Elias Perrig

Mit Gespenster gab er 2022 sein Regiedebüt am Ernst Deutsch Theater. Am 4. April 2025 hatte seine zweite Regiearbeit La vie de Coco Chanel am Ernst-Deutsch-Theater Premiere.
1998 begann Christoph Tomanek regelmäßig für Film und Fernsehen zu arbeiten, meist in diversen Nebenrollen. 2012 spielte er seine erste Filmhauptrolle in dem ZDF Kleinen Fernsehspiel Der Sieger in Dir (Buch und Regie Jan Bolender). Der Film hatte seine Premiere 2013 auf dem Festival des deutschen Films in Ludwigshafen.

## Filmografie (Auswahl)
- 1993: Novalis – Die blaue Blume
- 2000: Adelheid und ihre Mörder (Fernsehserie, Folge Blütenzauber)
- 2001: Bronski und Bernstein (Fernsehserie, 10 Folgen)
- 2001: Jud Süss – Ein Film als Verbrechen?
- 2001: Tatort: Exil! (Fernsehreihe)
- 2002: Doppelter Einsatz: Verraten und Verkauft (Fernsehreihe)
- 2002, 2020: Um Himmels Willen (Fernsehserie, verschiedene Rollen, 2 Folgen)
- 2003: Ruhige Lage – Nette Aussicht (Kurzfilm)
- 2003: Weihnachten im September
- 2004: Das Konto
- 2004: Die fremde Frau
- 2004: Die Rettungsflieger (Fernsehserie, Folge Der Ersatzmann)
- 2004: Bella Block: Die Freiheit der Wölfe (Fernsehreihe)
- 2004: Tatort: Abschaum
- 2004: Tatort: Märchenwald
- 2005: Spiele der Macht – 11011 Berlin
- 2005: Die Braut von der Tankstelle
- 2006: SOKO Köln (Fernsehserie, Folge Der Minigolfkrieg)
- 2006: Polizeiruf 110: Schneewittchen (Fernsehreihe)
- 2006: Mörderische Erpressung
- 2006: Kommissar Stolberg (Fernsehserie, Folge Kreuzbube)
- 2007: Post Mortem – Beweise sind unsterblich (Fernsehserie, Folge Hundefutter)
- 2007: Tarragona – Ein Paradies in Flammen (Fernsehzweiteiler)
- 2007: Der Dicke/Die Kanzlei (Fernsehserie, Folge Zug um Zug)
- 2007: Kuckuckszeit
- 2007: Stubbe – Von Fall zu Fall: Bittere Wahrheiten (Fernsehreihe)
- 2007: Nicht nah genug (Kurzfilm)
- 2007, 2010: Da kommt Kalle (Fernsehserie, verschiedene Rollen, 2 Folgen)
- 2008: Die Lüge
- 2008: Der Tote in der Mauer
- 2008: Im Namen des Gesetzes (Fernsehserie, Folge Kontrollverlust)
- 2008: Die Gerichtsmedizinerin (Fernsehserie, Folge Der letzte Beweis)
- 2009: Stralsund: Mörderische Verfolgung (Fernsehreihe)
- 2009: Dutschke
- 2009, 2017: Spreewaldkrimi (Fernsehreihe)
  - 2009: Der Tote im Spreewald
  - 2017: Tödliche Heimkehr
- 2009: Der Lehrer (Fernsehserie, Folge Nicht schon wieder Jan)
- 2009: Bella Block: Vorsehung
- 2009: Flemming (Fernsehserie, Folge Der Tag ohne gestern)
- 2009, 2011: Küstenwache (Fernsehserie, verschiedene Rollen, 2 Folgen)
- 2010–2018: SOKO Wismar (Fernsehserie, verschiedene Rollen, 3 Folgen)
- 2010: Die Grenze
- 2010: Ein Fall für zwei (Fernsehserie, Folge Schöner Schein)
- 2011: Mörderisches Wespennest
- 2011: Homevideo
- 2012: Heiter bis tödlich: Nordisch herb (Fernsehserie, Folge Der Onkel aus Amerika)
- 2012: Schilf
- 2012: SOKO Leipzig (Fernsehserie, Folge Irre)
- seit 2012: Morden im Norden (Fernsehserie)
- 2014: Inspektor Jury: Der Tote im Pub (Fernsehreihe)
- 2014: Finn Zehender: Mord in Aschberg (Fernsehreihe)
- 2014: Herzensbrecher – Vater von vier Söhnen (Fernsehserie, Folge Constanzes Geheimnis)
- 2014: Notruf Hafenkante (Fernsehserie, Folge Betrogen)
- 2015: Heldt (Fernsehserie, Folge Auf Achse)
- 2015: Männer! – Alles auf Anfang (Fernsehserie, 2 Folgen)
- 2015: Blauwasserleben
- 2015: Der Fall Barschel
- 2015: Komm schon! (Fernsehserie, Folge Jana & Christoph)
- 2016: Die Spezialisten – Im Namen der Opfer (Fernsehserie, Folge Totenkopf)
- 2016: In aller Freundschaft – Die jungen Ärzte (Fernsehserie, Folge Masken)
- 2016: Tatort: Taxi nach Leipzig
- 2017: Inspector Jury spielt Katz und Maus
- 2017: Tian – Das Geheimnis der Schmuckstraße
- 2017: Nord bei Nordwest – Gold! (Fernsehreihe)
- 2019: Danowski – Blutapfel
- 2019: Wilsberg: Ins Gesicht geschrieben (Fernsehreihe)
- 2020: Wilsberg: Bielefeld 23
- 2020: Helen Dorn: Kleine Freiheit
- 2021: Helen Dorn: Wer Gewalt sät
- 2021: Helen Dorn: Die letzte Rettung
- 2021: Tatort: Tödliche Flut
- 2022: Tár – Kinofilm
- 2023: Helen Dorn: Das Recht zu schweigen
- 2025: Die Chefin (Fernsehserie, Folge Neues Leben)

## Hörspiele
- 2004: Heimrad Bäcker: Epitaph – Bearbeitung/Regie: Ronald Steckel (Hörspiel – WDR)